# Звук моего голоса
«Звук моего голоса» (англ. Sound of My Voice) — фантастический психологический триллер режиссёра Зала Батманглиджа, вышедший на экраны в 2011 году.
Сценарий фильма написал Батманглидж совместно с Брит Марлинг, исполнившей в фильме главную роль. Фильм рассказывает о паре начинающих кинодокуменаталистов, которые с целью разоблачения внедряются в секту, возглавляемую таинственной и харизматичной молодой женщиной (Брит Марлинг), которая утверждает, что пришла из 2054 года с тем, чтобы подготовить людей к восприятию серии катастрофических событий, которые кардинальным образом изменят мир в будущем.
По утверждению Батманглиджа, фильм «планировался как трилогия или как телесериал. В этой истории ещё очень многое осталось нерассказанным, и мы планировали сделать это. Но при этом это и вполне самостоятельный фильм».
Премьера фильма состоялась на кинофестивале «Сандэнс» 24 января 2011 года, в американский прокат он вышел 27 апреля 2012 года.

## Сюжет
Один. Ночью молодая пара, Питер (Кристофер Денэм) и Лорна (Николь Вишус), следуя указаниям по телефону, подъезжает на автомобиле к частному дому в жилом квартале ночного Лос-Анджелеса, заезжает в гараж, пультом закрывает его и ждёт. Вышедший крупный крепкий мужчина забирает у них личные вещи, обыскивает, выдаёт комплект чистой одежды и провожает в душ. После тщательного мытья они одеваются в медицинские робы и показывают мужчине какие-то документы. Им связывают руки, завязывают глаза и сажают в автомобиль. Затем их выпускают из автомобиля, снимают повязку (выясняется, что вместе с ними в автомобиле была ещё одна пара), выводят из гаража и ведут вниз по лестнице. В коридоре их встречает Клаус (Ричард Уортон), одетый во всё белое стройный мужчина средних лет в очках, с седыми длинными волосами и бородой. Питер передаёт ему какие-то документы в конверте, после чего они обмениваются особым ритуальным рукопожатием и обнимаются.
Питер, Лорна и ещё семь человек, одетых так же, как они, рассаживаются на ковре в светлой комнате без окон. Клаус представляет новичков, затем объявляет о приходе Мэгги, прося во время первой встречи не делать резких движений и не задавать вопросов. Когда появляется Мэгги (Брит Марлинг), все кланяются, касаясь головой до пола. Мэгги, также во всём белом, с покрывающей голову накидкой, катит за собой баллон с кислородом, которым она дышит. Мэгги садится, снимает с головы накидку, приветствует всех и улыбается. Прежде всего, она просит прощения за меры предосторожности, к которым приходится прибегать при организации их встреч, утверждая, что это только укрепляет их веру. Молодая, красивая и загадочная, Мэгги начинает с того, что рассказывает историю своей жизни:
Два года назад она очнулась в наполненной водой ванной многоквартирного дома, с чувством утраты как ото сна, в котором приснился кто-то близкий, который умер. Она не помнила, как оказалась в этом помещении, и знала только своё имя и день своего рождения. Потом она оказалась на улице — закутанная в полотенце, без документов, без денег и без воспоминаний. Она не испытывала ничего, кроме одиночества и усталости, иммунитет её был разрушен, болели ноги и отнималась правая рука. Она не могла ничего воспринимать, не знала, кто она и что она здесь делает. О ней узнал Клаус и разыскал её. Он рассказал ей, что значат татуировки на её теле, дал ей витамины и еду. Постепенно она стала оживать, а через 3-4 недели начала вспоминать. Воспоминания были ужасными, это были жестокие картины. У неё на лодыжке имеется татуировка: якорь и цифра 54. Якорь означает путешествие, а 54 — это год, из которого она пришла — 2054-й.
Два. Вечером Питер и Лорна возвращаются домой на автомобиле. Они проверяют секретную аппаратуру, в частности, микрокамеру в очках и приёмник звука, констатируя, что ничего не записалось. Выясняется, что пара снимает о секте фильм. Питер называет Мэгги и её команду неудачниками, пытающимися придать смысл своей жалкой жизни, а саму Мэгги — опасной шарлатанкой, про которую они должны снять фильм, чтобы разоблачить её, пока она не заставила всех покончить с собой. По дороге Питер останавливается и идёт в лес, где что-то вдыхает из специального прибора. Рассказывается история Питера:
Питер Эйкен любит математику, логику и себя, то, на что он может положиться. Когда Питеру было 12 лет, его мать заболела раком. Будучи членом секты нью-эйдж, она была категорически против вмешательства медицины в её судьбу. Она умерла ночью накануне дня рождения Питера, в 13 лет Питер проснулся уже без матери.
Вернувшись домой, Питер и Лорна подводят итоги. Выясняется, что в течение некоторого времени 1 раз в неделю они посещали открытые занятия секты, которые проводились в одном из торговых центров. Точное расположение дома, где они были сегодня, неизвестно, их везли в машине с завязанными глазами минут 20. Питер предполагает, что Мэгги держится уверенно и говорит убедительно за счёт своего мошеннического таланта. Мэгги утверждает, что будущее предопределено, и что члены её секты — избранные.
Утром на велосипеде Питер едет на работу в школу для девочек, где он в течение двух месяцев будет замещать учительницу, ушедшую в декретный отпуск.
Рассказывается история Лорны:
Лорна Майклсон является дочерью голливудского продюсера и британской модели, ставшей актрисой. С детства в одиночку посещала кинопремьеры и клубные вечеринки, в 12 лет впервые испытала похмелье, в 16 лет лечилась от алкоголизма, в 23 года решила завязать, вместо алкогольной зависимости пришло вегетарианство - одна зависимость вместо другой.
Питер и Лорна едут на второе занятие к Мэгги, проходят ту же предварительную процедуру, что и в свой первый визит. Затем вся группа танцует под музыку в духе нью-эйдж. Клаус просит, чтобы все перестали думать и начали дышать. Лорну уводит Джоанна (Кэндис Стро), женщина 50-60 лет, которая работает у Мэгги. Она говорит, что испытания будут тяжкими, но когда придёт время, все будут готовы. Лорна входит в помещение, где выращиваются фрукты и овощи, которыми питается Мэгги, так как у неё аллергия на все магазинные продукты. Джоанна говорит, что магазинные продукты опасны для Мэгги, и в будущем, когда цены на еду вырастут, у всех будут собственные огороды. Питера тем временем отводят в другое помещение, где берут кровь. В конце к своим последователям выходит Мэгги, отвечая на вопрос, умирает ли она — да, она умирает, впрочем, как и все остальные.
На следующий день около школы Питер видит, как одна из его учениц, 8-летняя Эбигэйл Притчетт (Эйвери Кристен Пол), засыпает прямо на тротуаре, видимо, в припадке нарколепсии. Люди говорят, что она всегда ходит в красной шапочке, никогда не снимая её. Затем Эбигэйл поднимается, берёт свои вещи и садится в машину. Её привозят домой, где она поднимается в свою комнату и начинает собирать непонятые структуры из особого чёрного конструктора.
Три. Дома Питер готовит микрооборудование для очередного сеанса — камеру он монтирует в очки, а приёмник звуковых сигналов глотает, запивая водой.
В доме Мэгги после обычной процедуры Питер и Лорна проходят в зал. Появляется Мэгги, у каждого адепта в руках яблоко. Мэгги просит закрыть глаза и мысленно вернуться в детство, когда они не умели говорить, и вспомнить, какой запах и вкус они чувствуют. Люди начинают что-то по-детски бормотать. Затем Мэгги просит открыть глаза и съесть яблоко. Она говорит, что в яблоке есть логика, язвительность, интеллектуальная чушь. Весь вопрос в том, удастся ли им от всего этого избавиться. Когда у всех адептов один за одним начинаются приступы рвоты, Мэгги констатирует, что они очищаются и готовятся принять свою судьбу. Питер, у которого в желудке приёмное устройство, отказывается, говоря, что его в жизни никогда не рвало. Однако Мэгги настаивает, чтобы всё вышло из него наружу. Лорна имитирует обморок, чтобы отвлечь внимание от Питера, однако Мэгги говорит, что с ней всё в порядке и таким образом она пытается его защитить. Мэгги продолжает морально давить на Питера, требуя его раскрыться. Она называет Питера педантичным уродцем, который не умеет танцевать, дышать и даже в постели думает только о себе. Далее Мэгги погружается в детские проблемы Питера, доводя его до слёз. Она говорит, что он может оставить позади всё прямо сейчас и призывает его расслабиться. В конце концов, Питера тоже рвёт, и Мэгги обнимает его, а за ней и остальные её последователи. Питер тем временем незаметно берёт в руку вышедшее со рвотой приёмное устройство.
Четыре. Питер и Лорна сидят в кафе. Питер делает записи, а Лорна предлагает обсудить вчерашнюю сцену у Мэгги. Питер говорит, что его слёзы были не искренними, а Мэгги просто страдает манией величия, и он просто дал ей то, что она хотела. Лорна считает, что они взялись за то, что им не под силам, что Мэгги опасна, и предлагает прекратить расследование и вернуться к обычной жизни. Это, по словам Питера, означает, что он будет просто учителем, а она будет сидеть дома, писать что-то и лазить по интернету, но когда-то они спросят себя — куда ушли годы и что они сделали в этой жизни. Питер настаивает на том, что они должны сделать что-то стоящее, и потому они продолжат ездить в этот подвал к Мэгги, чтобы довести дело до конца.
В город прилетает женщина средних лет (Дэвиния МкФэдден), селится в гостинице, достаёт из чемоданчика конверты с документами и специальные инструменты, громко включает радио и тщательно осматривает номер на предмет прослушивающих устройств.
Джоанна ведёт Лорну по лесу. Затем Джоанна проводит уже порядком напуганную Лорну на участок, огороженной колючей проволокой, после чего неожиданно достаёт револьвер. Однако, несмотря на страх Лорны, оказывается, что Джоанна просто предлагает ей пострелять по мишеням как часть её подготовки. Тем временем в школе Питер разнимает девочек, одна из которых бьёт Эбигэйл за то, что та написала на её рюкзаке слово «террористка».
Пять. Во время очередного сеанса у Мэгги члены группы держатся за руки, а затем обнимаются. Один из членов группы спрашивает, что будет, когда начнётся гражданская война. Мэгги отвечает, что всё, что можно, будет разрушено, и наступят мрачные времена, кто-то будет постоянно умирать, и люди будут стремиться переселиться за город. Магнитофоны и плееры будут не у всех, и люди будут слушать в основном живую музыку. По просьбе членов группы Мэгги напевает одну из трогательных песен, популярных в будущем, однако кто-то говорит, что это песня группы Cranberries 1990-х годов. Мэгги отвечает, что в её время исполнителя этой песни звали по-другому. Далее один из адептов просит Мэгги рассказать что-либо из самого ближайшего будущего. В ответ, слегка потеряв умиротворённость, Мэгги просит его рассказать, что происходило за 20 лет до его рождения. Когда он точно не может ответить, что значимого случилось в тот год, Мэгги отвечает, что точно также и она, родившаяся в 2030 году, не может точно рассказать, что было в 2010 году, то есть за 20 лет до её рождения. Кроме того, Мэгги говорит, что даже если она расскажет что-либо из ближайшего будущего, его ограниченный разум не будет знать, что делать с этой информацией. После этого спросившего силой выводит за зала помощник Мэгги, но его подружка решает остаться. После окончания сеанса Клаус отводит Питера к Мэгги для частной беседы.
Шесть. Питер, уже в обычной одежде, заходит в комнату к Мэгги, где той только что сделали укол. В комнате помимо кровати и книг стоит кислородный баллон и аппарат для переливания крови. После завершения процедуры Мэгги остается наедине с Питером, открывает форточку, закуривает сигарету и, смеясь, говорит, что она из будущего, но она не святая. Питер спрашивает, за что она выгнала парня сегодня, но оставила его девушку. Мэгги отвечает, что это не связано с вопросом того человека, просто его девушка достаточно продвинулась, а сам парень — нет, и потому ему здесь не место. На вопрос Питера, может ли он с Лорной остаться в группе, Мэгги отвечает: «Вам решать». Далее Мэгги обращается к Питеру с неожиданной просьбой. Она достаёт и показывает альбом с фотографиями девочек из класса, в котором преподаёт Питер, и просит его привести к ней Эбигэйл Притчетт. Когда Питер пытается возражать, что это незаконно и он этого не сделает, Мэгги отвечает, что тогда ему тоже здесь не место и это дело будет для него испытанием. Когда Питер просит хотя бы объяснить причину, Мэгги отвечает, что Эбигэйл — её мать.
У себя дома Эбигэйл продолжает собирать конструктор. Приходит отец, укладывает её в кровать и делает ей укол в палец ноги.
Семь. Вернувшись домой, Питер рассказывает Лорне, что Мэгги просит его привести ученицу, на что Лорна естественно отвечает, что это будет похищение человека. Она спрашивает, откуда Мэгги знает, что девочка учится в его классе, и предлагает обратиться в полицию. Питер против, говоря, что надо довести дело до конца. Он упрекает Лорну в том, что она ничего не доводит до конца: начала три романа, но так ни одного и не дописала, делает фотографии, но плёнку даже не проявляет. Лорна отвечает, что заметила, как Питер смотрит на Мэгги. Начинается ссора, в пылу которой Питер упоминает психотерапию, курс которой ранее проходила Лорна, утверждая, что психотерапия всего лишь поднимает таких неудачников, как Лорна, до уровня нормальных людей. Лорна отвечает, что Питер не ведёт записи для фильма уже несколько недель и ему наплевать на фильм - для него важна лишь Мэгги. Разгневанная Лорна собирает его вещи и выгоняет из дома. Питер отправляется в бар, затем звонит Клаусу и просит передать Мэгги, что он согласен.
Восемь. Лорна плавает в бассейне, затем идёт в сауну. Заметно, что она расстроена разрывом с Питером. В сауне её утешает та самая женщина, которая поселилась в гостинице. Она говорит, что Питер одумается, и что на таких, как Лорна, женятся, неожиданно называя её по имени. Она говорит, что может помочь образумить Питера. Затем женщина показывает фотографию Мэгги, разгуливающей по городу в обычной одежде, говоря, что её настоящее имя — Пегги Уиппл. Представившись как сотрудник Министерства юстиции Кэрол Брикс, женщина утверждает, что Мэгги объявлена в розыск за вооружённое ограбление в Сакраменто и поджог во Фресно. Сейчас она скрывается и потому не выходит из подвала. Кэрол считает, что Мэгги запасается оружием, и что члены секты осознанно или нет превращаются в банду. Лорна соглашается рассказать то немногое, что она знает, но отказывается идти в это «змеиное гнездо». Когда Кэрол просит её помочь лишь «выманить змею», Лорна говорит, что не может и собирается уходить, пока Кэрол не спрашивает её о ребёнке. Когда Кэрол слышит, что Мэгги сказала, что это её мать, она начинает смеяться. Взяв с Лорны слово не рассказывать ничего Питеру, Кэрол обещает рассказать, зачем Мэгги девочка.
Девять. Лорна приходит к Питеру, предлагая организовать встречу Мэгги с Эбигэйл, но только не в подвале, а в общественном месте, где они заранее уставят камеры. Это якобы был бы идеальный финал для их фильма — встреча Мэгги со своей матерью.
Питер и Лорна приезжают на очередной сеанс, и проходят обычную процедуру. К группе выходит Мэгги, говоря, что в будущем еды будет не хватать, и голод станет частью жизни. Приносят маленькое ведёрко с живыми червяками, Мэгги берёт несколько червяков и съедает их, предлагая другим сделать то же самое. Она поясняет, что выживут те, кто поймёт, что бояться нечего. Все пробуют червяков, кроме Лорны, которая вегетарианка. Питер ест из рук Мэгги. Далее Мэгги говорит: «Очень скоро вы начнёте своё путешествие, меня с вами не будет». Все обнимают Мэгги. Она говорит: «Вы справитесь. Если вы будете время от времени замолкать и прислушаетесь, то услышите звучание моего голоса». Питер заходит к Клаусу и предлагает устроить встречу Мэгги с Эбигэйл во время экскурсии в парк Ла-Брея в час дня, куда он приедет со своим классом и приведёт Эбигэйл.
Десять. В жилом квартале Питер протыкает ножом колёса легковой машины учительницы, которая должна была сопровождать детей в Ла-Брея. В итоге с детьми посылают Питера. В автомобиле на подземной парковке Кэрол ставит Лорне задачу следить за Питером и Эбигэйл, тайно следовать за ними и просигнализировать СМС, когда появится Мэгги. Лорна просит не причинять никакого ущерба Питеру. Кэрол отвечает, что Лорна скорее всего даже не увидит Мэгги во время задержания, а Питер ничего не узнает о её участии.
В Музее Ла-Брея сопровождающий группу детей Питер отводит Эбигэйл в сторону, после чего Лорна посылает СМС Кэрол. Питер просит Эбигэйл пообщаться с Мэгги, говоря, что она актриса и репетирует роль матери. Неожиданно появляется одна из сотрудниц Мэгги, прося следовать за ней через служебный выход. Уступив её требованиям, Питер и Эбигэйл снимают обувь и следуют за ней. Они выходят через служебный вход и проходят за занавес. Там они видят Мэгги, которая становится на колени и просит Эбигэйл подойти поближе, снимает капюшон и просит девочку снять шапочку. Затем Мэгги протягивает руку и совершенно неожиданно Эбигэйл обменивается с ней характерным особым рукопожатием, принятым в группе Мэгги. На вопрос Эбигэйл, откуда она знает её тайное рукопожатие, Мэгги отвечает: «Ты меня ему научила». В этот момент врывается полиция, арестовывая и уводя Мэгги. Служащие Мэгги называют Питера предателем и уходят. Питер смотрит на Лорну, она тоже уходит. На вопрос Эбигэйл: «Кто она?», Питер отвечает: «Не знаю». За кадром звучит голос Мэгги: «Питер, это не мне решать, а тебе».

## В ролях
- Кристофер Денэм — Питер Эйткен
- Николь Вишус — Лорна Майклсон
- Брит Марлинг — Мэгги
- Дэвиниа МкФэдден — Кэрол Бриггс
- Кэндис Стро — Джоанна
- Ричард Уортон — Клаус
- Эйвери Пол — Эбигэйл Притчетт

## Оценка фильма критикой

### Общая оценка фильма
Кинокритик Джастин Чэнг в журнале «Variety» назвал картину «напряжённым и захватывающим низкобюджетным фильмом», написав, что он является «предметным уроком того, насколько многого можно достичь скромными средствами, умно сочетая ремесло и историю». Роджер Эберт в «Чикаго Сан-Таймс» назвал фильм «фантастическим триллером, который сделан с шаманским дымом и зеркалами», отметив, что в нём нет «никаких спецэффектов, никаких иных миров, только возможность путешествия во времени, которое не показывается и о котором только говорится. На самом деле, это даже не научная фантастика, а что-то родственное рассказам из старого журнала „Странные истории“». Кирк Ханикатт в «Голливуд репортер» отмечает, что фильм «посвящён теме, которую вряд ли можно назвать новой для кино, тему культов и их таинственных лидеров, но делается это свежо и увлекательно… Это спекулятивная фантастика, которая делает шаг или два вперёд за пределы „Сумеречной зоны“. Это не реальность, поставленная на голову сюрреалистическими событиями, а скорее реальность, в которой не всё видно или открыто, и где могут существовать другие реальности». Клодиа Пуйг в «USA Today» описала фильм как «погружённый в себя, захватывающий и побуждающий думать, который определённо заденет вас за живое». Она отмечает, что «этот умный, низкобюджетный фильм поднимает историю до гипнотического уровня. То, что начинается как напряжённая история о паре кинодокументалистов-любителей, внедряющихся в таинственную секту, развивается в неожиданном и всё более беспокойном направлении. В результате получается погружающий в размышления научно-фантастический триллер. Разворачивающаяся история последовательно тревожна, испытывая человеческое желание верить — в разнообразие экстремальных вариантов развития событий».
Оуэн Глейберман в «Entertainment Weekly» охарактеризовал его как "мелкомасштабный, снятый на цифровое видео фильм, который, собственным лишённым декора, низкобюджетным образом, погружается в ещё более глубокое увлечение культами, чем «Марта, Марси Мэй, Марлен», отметив далее, что фильм «не прослеживает до конца всё, о чём заявляет, и всё же в нём есть тихая откровенная психологическая глубина. А его финал в духе „Сумеречной зоны“ действительно заставил меня воскликнуть от удивления». Карина Лонгсворт в «Village Voice» описала фильм как «нуаровый детектив, в котором самозванный детектив вращается вокруг двух потенциально роковых женщин, а развязка фильма с открытым концом задаёт контуры приятно безумного, искривляющего время и пространство, неопределённо политического апокалипсического заговора — что-то вроде неоднозначного культового фильма Ричарда Келли „Сказки юга“ в варианте ультра-ультра лайт». Она также отметила, что «мягкий, беспокойный визуальный „реализм“ картины однако не способен противостоять перевозбуждённому исполнению режущих слух реплик», в то время, как сам фильм, «тяготея к бульварной фантастике, часто оказывается мыльной оперой».

### Формат картины
Характеризуя формат картины, Лонгсворт пишет: «Фильм был изначально задуман как серия эпизодов, которые не должны были составлять единый фильм. Развиваясь из изначально задуманного формата веб-сериала, этот 86-минутный фильм представлен в виде пронумерованных глав, и Батманглидж пообещал продолжение истории в будущих фильмах или в форме веб-сериала». Лонгсворт также считает, что «онлайновое видео с его интимностью кадра и ориентацией на быстрый хит выглядит родным домом для „Звука моего голоса“, равномерный разоблачительный ритм которого выстраивается в захватывающее многочастное произведение, также как и его микробюджетная эстетика низкокачественной съёмки и производства. В мире веб-видео „Звук моего голоса“ был бы настолько богаче, чем его конкуренты, что его можно квалифицировать как меняющее правила игры откровение. Но вряд ли он достаточно кинематографичен, чтобы заполнить пространство большого экрана, фильм в конечном итоге ощущается как соблазнительный пролог к чему-то, чего ещё не существует».

### Художественные особенности фильма
Ханикатт пишет, что для создания фильма «требовалась скорее изобретательность и оригинальность, чем большие деньги и многочисленный актёрский состав», далее указывая, что «фильм сознательно выполнен фрагментарно и расплывчато. Вы получаете обрывочные сведения из прошлого о двух главных действующих лицах, а Мэгги сама рассказывает свою историю, в которую можно как верить, так и не верить. Истинные намерения культа и планы Мэгги остаются тайной. Ясно только, что создатели фильма не принимают скептицизм пары, наоборот, они допускают возможность того, что Мэгги говорила правду». Далее Ханикатт пишет: "В конце концов, публика же верила во все эти путешествия во времени в трёх фильмах о Терминаторе. Так почему же не сделать то же в низкобюджетном независимом фильме, даже если в нём нет ни капли научно-фантастической суеты? Всё в этом фильме абсолютно реалистично. И таким образом создатели фильма ловко оставляют своей аудитории право решать, о ком на самом деле этот фильм — о путешественнице во времени или об опасной самозванке?.
Чэнг отмечает, что «несмотря на ощущение обрывочности и фрагментарности, фильм несёт убийственный повествовательный напор, а номера глав служат не столько для разделения отдельных эпизодов, сколько для фиксации этапов тревожно быстрой ассимиляции центральных персонажей в опасную субкультуру». Чэнг называет «Звук моего голоса» «экономично сделанным фильмом, знающим, что он делает на каждом шагу, а Батманглидж использует свои ограниченные ресурсы с максимальной эффективностью, включая точный монтаж и великолепную беспокойную съёмку, особенно крупных планов персонажей», заканчивая анализ словами: «После завлекательной концовки, кульминация которой происходит на битумном озере Ла-Брея в Лос-Анджелесе, у зрителя остаётся желание большего, и не только от истории, но и от нового режиссёра со значительным потенциалом».
Дэвид Фир из нью-йоркского издания журнала «TimeOut» считает, что «создателей фильма больше интересует (и в этом они искусны) создание настроения, чем сама история, они рассматривают журналистский поиск как повод для демонстрации ползуче-шизоидного сектантского поведения». Однако «непонятностей в картине больше, чем объяснений, и, наверное, даже логики. Для тех, кто не обременён этими вопросами, запутывающий и вводящий в заблуждение, неравномерный ход повествования доставляет свои особые наслаждения. Это культовый фильм, и не только в прямом смысле этого слова».
Лонгворт отмечает также, что «фильм опутан неброским, почти подсознательными юмором о жизни в Лос-Анджелесе, и особенно о теневой стороне индустрии развлечений, населённой теми, основные „таланты“ которых — это готовность обманывать и верить. Основная сюжетная линия завершается только потому, что ребёнок правдоподобно приходит в восторг от возможности встречи с актрисой; а история о любителях, считающих себя кинематографистами, которые страдают навязчивой идеей доказать, что красивая женщина выдаёт себя за ту, кем не является, показывает их лицемерие. В конце концов, Мэгги, возможно, и самозванка, но её потенциальные разоблачители определенно лицемеры, так как харизма Мэгги бесспорно реальна, и её Питер и Лорна не могут игнорировать».

### Сравнение с фильмом «Другая Земля»
Многие рецензенты сравнивают картину с другим независимым научно-фантастическим триллером «Другая Земля», где Брит Марлинг также была соавтором сценария и исполнительницей главной роли, и который также дебютировал на кинофестивале «Сандэнс».
Фир отметил, что «Марлинг уже демонстрировала свою способность писать научно-фантастические сценарии (она является соавтором сценария „Другой Земли“ о двух параллельных планетах-близнецах), и её последний опыт совместной работы насыщает её одержимость искривляющими реальность смещениями с ещё большей силой». Ханикатт пишет, что «оба фильма демонстрируют изобретательную историю с достоверными персонажами, попавшими в необычайные обстоятельства, где напряжение нарастает с каждой последующей сценой. И каждый из фильмов обрывается внезапно с захватывающей дух кульминацией и неопределённым финалом». Майкл О’Салливан в «Вашингтон пост» пишет, что «оба проекта являются психологически сложными историями с привкусом триллера и научной фантастики. И оба заканчиваются, потрясающими сюжетными поворотами в самом финале, которые хотя и создают прекрасную путаницу в голове, тем не менее, далеки от полностью удовлетворяющих. Это по-настоящему интересные фильмы, построенные вокруг действительно интересной актёрской игры, но они не могут в полной мере закрыть поднятые ими темы». О’Салливан считает, что «в обоих фильмах возможные сверхъестественные явления показаны через события обычной жизни. Ни тот, ни другой фильм не смотрится как традиционный научно-фантастический триллер, вместо этого уводя наше внимание от диковинных предпосылок к психологическим вопросам. В данном случае, это нарастающее сомнение Питера относительно того, с кем и с чем он имеет дело. Так ли уж важно, является ли Мэгги шарлатанкой, если она по-настоящему может помогать людям? Это самый волнующий и открытый вопрос фильма, который оставит вас в подвешенном состоянии, и возможно не вполне удовлетворёнными в конце».

### Создатели фильма
Кинокритики высоко оценили работу Зала Батманглиджа в качестве соавтора сценария и режиссёра фильма и Брит Марлинг в качестве соавтора сценария и исполнительницы одной из главных ролей.
В своей статье в «Голливуд репортер» кинокритик Кирк Ханикатт замечает, что «кинематограф, возможно, когда-нибудь выразит благодарность факультету антропологии Джорджтаунского университета». Действительно, во время учёбы в этом заведении «Зал Батманглидж познакомился с Брит Марлинг и Майком Кэхиллом, и вместе они начали делать короткометражные фильмы. Кэхилл и Марлинг ответственны за другое крупное открытие „Сандэнса“ 2011 года, изумительное научно-фантастическое произведение „Другая Земля“. Теперь Батманглидж и Марлинг представляют ещё один потрясающий и захватывающий проект в жанре спекулятивной фантастики».
Клодия Пуйг пишет, что в этой работе «Батманглидж показывает, как максимальное драматическое качество может быть достигнуто при минимальном бюджете, если его поддерживает умная идея, хорошо написанный сценарий и убедительная актёрская игра». По её словам, Батманглидж ведёт повествование «в хорошим темпе и с огромным саспенсом, а выдающаяся игра Марлинг плетёт гипнотическую атмосферу, близкую к параноидальной. Хотя голос Мэгги первоначально предстаёт мягким и утешающим, в нём ощутима и скрытая контролируемая угроза, и потому название фильма особенно уместно». Называя фильм «замысловатым и напряжённым триллером», Пуйг особенно выделяет «соавтора сценария и продюсера Брит Марлинг, исполняющую также главную роль Мэгги, загадочной высшей жрицы культа». По мнению Пуйг, «значительная часть мощи фильма заключена в чарах, исходящих от Марлинг в качества харизматического лидера… с ангельским видом, которая сочетает земной юмор с постоянной меланхолией и таинственной способностью выглядеть так, как будто она знает самые сокровенные мысли людей».
Кэт Кларк задаётся вопросом: «Является ли Мэгги мессией или мошенницей? Марлинг играет её блестяще — заставляя нас гадать над этим вопросом до самого конца: иногда она безвредна как учитель йоги, иногда она демонстрирует харизматическую уверенность в себе, а иногда даже угрозу, наводящую на мысль о Чарльзе Мэнсоне». Кларк считает, что "как триллер «Звук моего голоса» не так силён, что заметно и по его бюджету, но для Марлинг это впечатляющая визитная карточка. Чэнг также считает, что «этот изящный маленький увлекательный фильм служит сильной визитной карточкой как режиссёра-дебютанта Батманглиджа, так и его продюсера, соавтора сценария и актрисы, Брит Марлинг».

## Награды
В 2012 году Зал Батманглидж был номинирован на премию Готэм за прорыв в режиссуре, а на международном кинофестивале в Палм-Спрингс — как режиссёр, которого стоит смотреть. В 2013 году фильм принёс номинации на премию Независимый дух коллективу создателей фильма (Зал Батманглидж, Ханс Риттер, Брит Марлинг, Шелли Сёрпин) — за лучший художественный фильм, а также Брит Марлинг как лучшей актрисе второго плана.